# Mader Béla
Mader Béla (Szeged, 1941. augusztus 12. –) a Szegedi Tudományegyetem Könyvtárának igazgatója (1990–2013). Főigazgatói munkássága alatt végbement a könyvtári munkafolyamatok automatizálása, a digitális szolgáltatások és tartalmak meghonosítása, illetve megvalósult a Szegedi Tudományegyetem egyik legnagyobb beruházása: felépült a modern kihívásoknak is megfelelő könyvtárépület és konferencia-központ. A könyvtárvezetés feladatain túlmutató munka volt a minden igényt kielégítő tervek kidolgozása, a világbanki pályázat benyújtása, majd az egyetemen működő közel hetven tanszéki és a központi könyvtár átköltöztetése. Ezzel azonban nemcsak egy hetven éve vágyott új könyvtárépület jött létre, hanem az egyetem egyik legfontosabb tanulmányi és közösségi központja is.

## Életútja
Édesapja: Mader Béla, édesanyja: Borbola Irma. Középiskolai tanulmányait a Kecskeméti Piarista Gimnáziumban folytatta, ahol kitűnő eredménnyel tette le érettségi vizsgáit. Egyetemi tanulmányait az Eötvös Loránd Tudományegyetem könyvtár–magyar szakán végezte (1964–1970), diplomáit is itt szerezte meg. 1978-ban ugyanitt szerezte doktori címét, majd 1998-ban a PhD fokozatot is. Könyvtárosként 1962-től kezdődően dolgozott Szegeden, ahol 1990-ben – Csákány Béla szavaival – „a nagy tudású vérbeli könyvtáros, Mader Béla vette át a könyvtár vezetését”.
Emellett számos könyvtártudományi és felsőoktatási szervezetben is vezető szerepet töltött be: 1997–1998-ban a Magyar Országos Közös Katalógus Egyesület (MOKKA), 1997-től a Misztótfalusi Kiss Miklós Kuratórium elnöke. 1998 és 2007 között a Magyar Könyvtárosok Egyesülete elnökségi tagja, 2003 és 2007 között alelnöke volt. Tíz éven át (1999–2009) a Magyar Elektronikus Könyvtár Egyesület elnöke volt. 2001-től 2005-ig a Bursa Hungarica Közalapítvány kuratóriumának elnöke is. 2002-től 2011-ig az EISZ-Bizottság tagja, 2003 és 2007 között Magyar Tudományos Akadémia OTKA Könyvtárbizottságának tagja, 2010-től kezdődően pedig a Magyar Tudományos Művek Tára Programtanács tagja volt.

## Munkássága
Jelentős, sőt kezdeményező szerepet töltött be a könyvtári informatika országos szintű projektjeiben (EISZ, MEK, MOKKA). Kutatási területei: könyvtár- és irodalomtörténet, magyar sajtótörténet, könyvtári tájékoztató munka, könyvtárszervezés és menedzsment, könyvtári struktúrák, könyvtári informatika, könyvtárépítés. Egyetemi oktatóként a felvilágosodás és a magyar reformkor irodalmáról, a könyvtártörténet, a sajtótörténet és a könyvtári menedzsment tárgyköreiből tartott kurzusokat.

## Díjak, elismerések
- 1989: Szabó Ervin-emlékérem
- 2003: Széchényi Ferenc-díj
- 2004: Pro Universitate Emlékérem[3] (SZTE)
- 2004: A Hallgatói Mozgalomért Díj (SZTE)
- 2005: Pro Urbe Díj  (Szeged)
- 2007: Klebelsberg-díj
- 2007: Hungarnet Díj
- 2008: Címzetes egyetemi tanár (SZTE)
- 2010: MKE emlékérem
- 2011: Kölcsey Ferenc-emlékérem (Szeged)
- 2023: A Magyar Érdemrend lovagkeresztje
- 2024: Kosáry Domokos-díj
- 2024: Füzéki István-emlékérem[4]

## Főbb művei
- Mader Béla: Vidéki egyetemi könyvtáraink munkájának ismertetése 1958-tól 1965-ig. Szeged, 1965. 17 p.
- Mader Béla - Németh Zsófia. Kassák Lajos. Bibliográfia. Szeged, JATE, 1970. 78 p.
- Mader Béla: Az irodalomtörténet tanulmányozásának legfontosabb könyvészeti segédeszközei. Egyetemi jegyzet. Szeged, 1974. József Attila Tudományegyetem. 129 p.
- Mader Béla: A Tudományos Gyűjtemény története Fejér György (1817–1818) és Thaisz András (1819–1827) szerkesztősége idején. Szeged, 1976. 55 p.  /Dissertationes ex Bibliotheca Universitatis de Attila József nominatae. 2./
- Bibliográfiai kalauz. 1. köt. Társadalomtudományok. (Szerk. Kokas Károly. Írták: Mader Béla et al.) Szeged, 1987. 148 p.
- Mader Béla: The libraries for higher education in Szeged. Present situation and plans for the future. (A case study). Szeged, 1993. JATE. 31 p.
- Mader Béla: A József Attila Tudományegyetem Központi Könyvtára. Szeged, 1975. JATE, 31 p.
- Mader Béla: A Szegedi Egyetem új nagykönyvtára. Segédlet a tervpályázati kiíráshoz. A könyvtár célja. Szervezeti és funkcionális egységek. Helyiségprogram. Szeged, 2000. 30+11 p.
- Mader Béla: A József Attila Tudományegyetem Központi Könyvtárának szolgáltatásai és használata. Szeged, 1967. 21 p.
- Mader Béla: A József Attila Tudományegyetem Központi Könyvtára. Könyvtárhasználati tájékoztató. Szeged, 1968. 32. p.
- Mader Béla: Automation and Academic Libraries in Hungary. (Theory and practice in the period of new challenges). = Library Automation in Transitional Societies. Lessons from Eastern Europe. Ed. Andrew Lass, Richard E. Quandt. New York – Oxford, 2000. Oxford Univ. Press. 93—103. p.

A teljes publikációs lista elérhető itt.

## Külső hivatkozások
- Új könyvtár épül
- Új egyetemi könyvtár, sőt annál sokkal több, ami most nyílt meg Szegeden
- Hungarnet laudáció.
- Egyes előadásai megtekinthetők a Videotorium oldalán.